# StormRegion
Stormregion Software Development Kft., comúnmente llamada StormRegion, fue una empresa desarrolladora de videojuegos húngara, especializada en los diseños 3D, conocida por sus productos trabajados como Rush for Berlin, Codename: Panzers y Codename: Panzers Phase Two. En 2007 fue adquirida por la empresa alemana 10TACLE STUDIOS AG. Después de la inestabilidad de la empresa alemana, suspendió los salarios en abril de 2008, StormRegion perdió sus empleados y fueron forzados a cerrar la oficina de Budapest.
StormRegion se volvió famosa alrededor del mundo de los videojuegos por desarrollar y lanzar los juegos de estrategia en tiempo real Codename: Panzers, el cual obtuvo múltiples premios por vender millones de copias en todo el mundo.

## Historial de lanzamientos
- S.W.I.N.E (2001)
- Codename: Panzers Phase One (2004)
- Codename: Panzers Phase II (2004)
- Rush for Berlin (2006)
- Rush for the Bomb (2007)
- Codename: Panzers Cold War (2008)
- Mytran Wars (2008)